# 夫鉢駅
夫鉢駅（プバルえき）は大韓民国京畿道利川市夫鉢邑牙美里にある、韓国鉄道公社（KORAIL）首都圏電鉄京江線および中部内陸線の駅。
夫鉢車両事業所への支線が分岐しており、当駅始終着列車が設定されている。

## 歴史
- 2016年
  - 4月29日 - 京江線距離告示（施行は9月の開業時）[1]。
  - 9月13日 - 秋夕に合わせ6日間無料運行（日中1時間間隔）[2]。
  - 9月24日 - 京江線開業、首都圏電鉄京江線運行開始。
- 2021年
  - 12月31日 - 中部内陸線開業。

## 駅構造

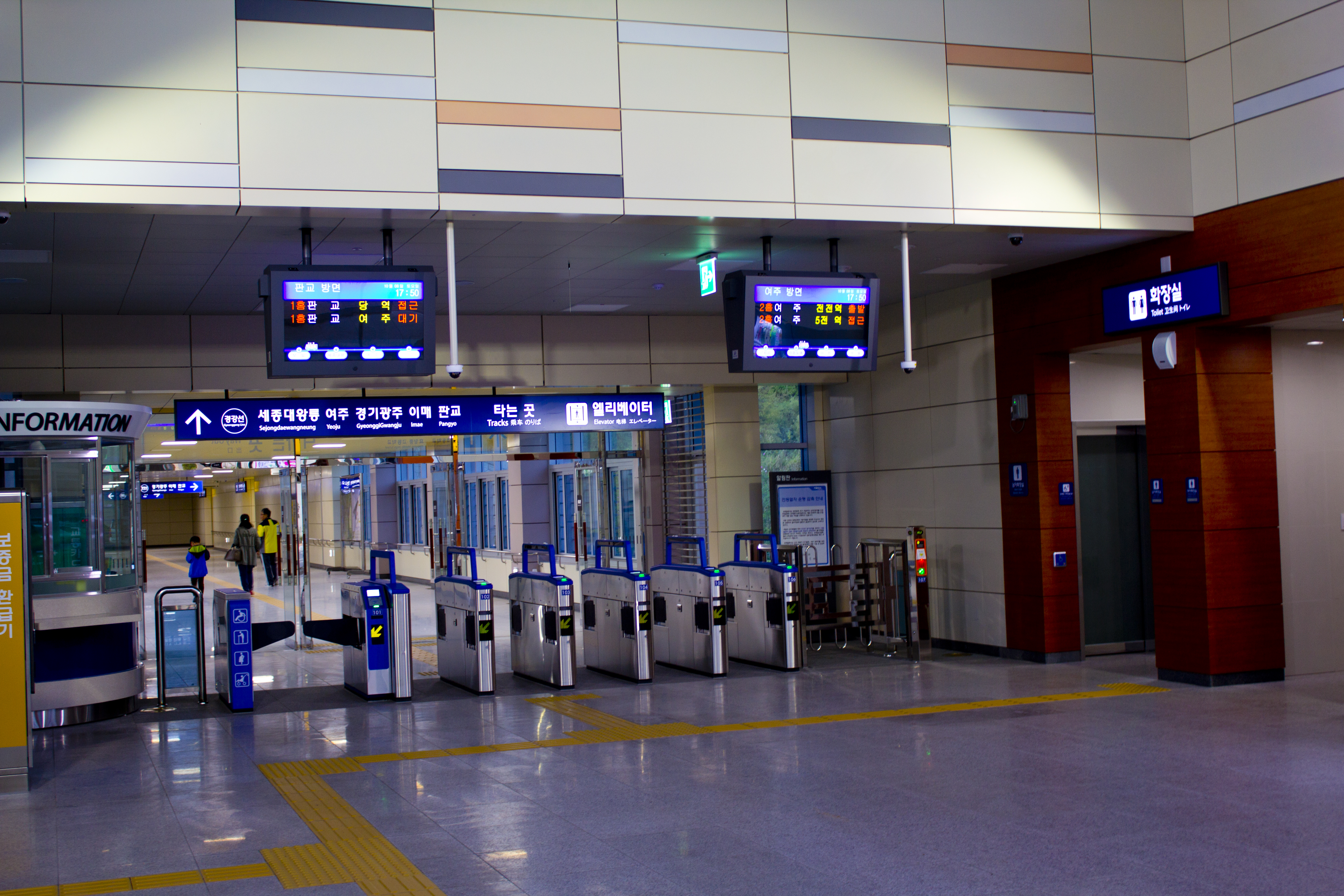
改札口

島式ホーム2面4線の高架駅。フルスクリーンタイプのホームドアが設置されている。

### のりば
| 1 | 中部内陸線       | KTX-イウム       | 板橋方面 |
| 2 | 首都圏電鉄京江線 | 首都圏電鉄京江線 | 板橋方面 |
| 3 | 首都圏電鉄京江線 | 首都圏電鉄京江線 | 驪州方面 |
| 4 | 中部内陸線       | KTX-イウム       | 忠州方面 |

## 利用状況
| 路線   | 路線 | 1日平均乗客数 (人/日) | 1日平均乗客数 (人/日) | 1日平均乗客数 (人/日) | 1日平均乗客数 (人/日) | 1日平均乗客数 (人/日) | 1日平均乗客数 (人/日) | 1日平均乗客数 (人/日) | 脚注  |
| 路線   | 路線 | 2016年                | 2017年                | 2018年                | 2019年                | 2020年                | 2021年                | 2022年                | 脚注  |
| ------ | ---- | --------------------- | --------------------- | --------------------- | --------------------- | --------------------- | --------------------- | --------------------- | ----- |
| 京江線 | 乗車 | 1,472                 | 1,628                 | 1,766                 | 1,903                 | 1,470                 | 1,628                 | 2,130                 | [ 3 ] |
| 京江線 | 下車 | 1,275                 | 1,505                 | 1,657                 | 1,797                 | 1,423                 | 1,628                 | 2,071                 | [ 3 ] |

## 駅周辺
- CU（旧ファミリーマート）
- 利川巳洞中学校
- 牙美初等学校（朝鮮語版）
- 新河初等学校（朝鮮語版）
- 韓国鉄道公社夫鉢車両事業所（朝鮮語版）
- SKハイニックス利川工場
- 現代エレベーター利川工場
- 嶺東高速道路利川IC
- 竹堂川
- LGチャンピオンズパーク（朝鮮語版）

## バス
駅前の停留所は《新河3里》
| 系統              | 行先                                                                                              |
| ----------------- | ------------------------------------------------------------------------------------------------- |
| 10                | 利川バス公営車庫 - 利川駅 - 利川バスターミナル - 新河3里 - 太平市外バスターミナル                 |
| 28-1、28-17、28-2 | （新屯ホームターミナル） - 利川バスターミナル - 新河3里 - 京畿道教育研修院 - （長湖院ターミナル） |
| 28-21             | 利川バス公営車庫 - 利川駅 - 利川バスターミナル - 新河3里 - 陽平里                                 |
| 28-41             | 利川バス公営車庫 - 利川駅 - 利川バスターミナル - 新河3里 - 大越農協                               |
| 28-90、28-91      | 利川バス公営車庫 - 利川駅 - 利川バスターミナル - 新河3里 - 上活里                                 |
| 29-1              | ミランダホテル - 利川バスターミナル - 新河3里 - 三晋アパート                                      |
| 29-11             | 曽日洞 - ミランダホテル - 利川バスターミナル - 新河3里 - 三晋アパート                             |
| 29-12             | 官庫洞 - 利川バスターミナル - 新河3里 - 牙美里 - 現代7アパート                                    |
| 29-13             | 利川バス公営車庫 - 利川駅 - 利川バスターミナル - 新河3里 - アミ里 - 現代7アパート                 |
| 29-2              | 新垈里 - ミランダホテル - 利川バスターミナル - 新河3里 - 三晋アパート                             |
| 29-21             | 新垈里 - ミランダホテル - 利川バスターミナル - 新河3里 - 現代5.6次アパート                        |
| 29-3              | 於山里 - 利川バスターミナル - 新河3里 - 三晋アパート                                              |
| 29-30             | 官庫洞 - 利川バスターミナル - 新河3里 - 峨嵋初等学校                                              |
| 29-31             | 於山里 - 利川バスターミナル - 新河3里 - 現代5.6次アパート                                         |
| 29-32             | 新日アパート - 利川高校 - 利川バスターミナル - ミランダホテル - 新河3里 - 沸石三叉路              |

## 隣の駅
韓国鉄道公社
京江線
 首都圏電鉄京江線
利川駅 (K417) - 夫鉢駅 (K418) - 世宗大王陵駅 (K419)
中部内陸線(利川聞慶線)
KTX
夫鉢駅 - 加南駅